# تصوير فلكي ضوئي

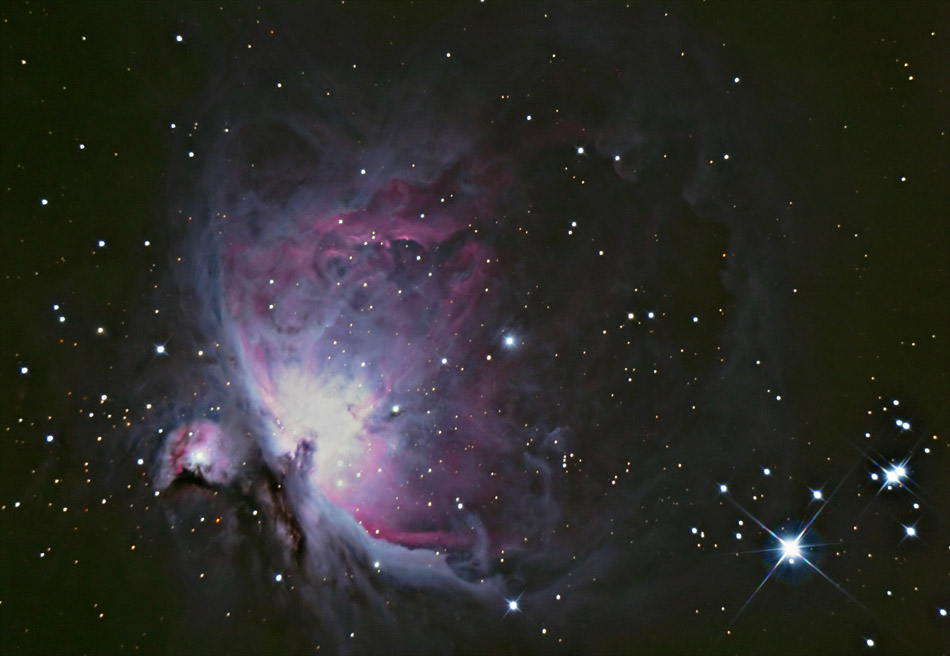
صورة فلكية لسديم الجبار تم إلتقطها من طرف أحد الفلكيين الهواة.

التصوير الضوئي الفلكي (بالإنجليزية: Astrophotography) هو نوع من التصوير الفوتوغرافي الذي يتخصص في مجال التقاط صور الأجرام الفلكية، وكذا الأحداث الفلكية، ومناطق أخرى واسعة من سماء الليل.
أول صورة فلكية كانت في سنة 1840 والتي التقطت للقمر، لكنها لم تكن حينها بالدقة الكافية. بفضل التقدم التكنولوجي الذي عرفه هذا المجال خلال أواخر القرن التاسع عشر أصبح من السهل الحصول على صور ممتازة للأجرام السماوية (مثل القمر والشمس وباقي الكواكب الأخرى)، تتميز هذه الصور بتفاصيل دقيقة وموسعة غير مرئية للعين البشرية وحدها كالنجوم، والسدم والمجرات.

## تاريخ
برزت أهمية التصوير الفوتوغرافي في علم الفلك منذ اختراع تقنية الداجيروتيب على يد الكيميائي لويس داجير سنة 1939.
بدأت عملية تطوير التصوير الفلكي لجعله أدات علمية في منتصف القرن التاسع عشر على يد علماء الفلك المجربين وأيضا الهواة أو ما يسمون بالعلماء المستقلين. بسبب ضرورة التعرض الطويل جدا لالتقاط الأجسام الفلكية الصغيرة نسبيا، كان لا بد من التغلب على العديد من المشاكل التكنولوجية للوصول إلى الدقة المطلوبة في التوقيت والحركة معا والتي تتطلبها عملية الرصد الناجحة. وقد تطلب هذا الأمر تطوير آلية تستطيع أن تحرك التلسكوبات العملاقة إلى منطقة محددة في السماء لرصد الاجرام السماوية لعدة ساعات إلى غاية الانتهاء من عملية التصوير على الألواح الفوتوغرافية، عن طريق جعل التلسكوبات جامدة إلى حد ما بحيث لا تنحرف أو تشوش التركيز أثناء العرض. تمثل الحل في بناء ضوابط تعمل على تصحيح وضعية التليسكوبات على مدار الساعة، وفي نفس الوقت تقام بتدوير التليسكوب بمعدل ثابت من أجل ضمان تركيزه على نقطة ثابتة على مدى فترة طويلة من الزمن. كانت تقنية الداجيروتيب بطيئة جدا في تسجيل أي شيء لكنها في نفس الوقت لا تنجح مع الأشياء الأكثر لمعان، أما طريقة اللوحة الرطبة للكولوديون هي كذلك عملية محدودة التعرض في الوقت الذي يمكن أن تبقى في الألواح رطبة.
أول محاولة معروفة لالتقاط صورة فلكية كانت من قبل لويس جاك ماندي داغوير، مخترع تقنية الداجيروتيب التي تحمل اسمه، حيث قام في سنة 1839 بالتقاط صورة للقمر باستعمالها، لكن أخطاء التتبع في توجيه التلسكوب أثناء التعرض الطويل جعل الصورة الملتقطة مشوشة وغير واضحة.
في وقت لاحق تمكن جون وليام دريبر من الحصول على أول صورة ناجحة للقمر، في 23 مارس 1840، حيث قام بأخذ صورة داغويروتيب بتعرض 20 دقيقة باستعمال تلسكوب عاكس بقياس 5 بوصات (13سم).
فيما يخص الشمس أول صورة لها كانت في سنة 1845 بالداغويروتيب من قبل الفيزيائيين الفرنسيين ليون فوكو وهيبوليت فيزو.
محاولة فاشلة للحصول على صورة لكسوف الشمس الكلي كانت من توقيع الفيزيائي الإيطالي «جيان أليساندرو ماجوتشي» أثناء كسوف الشمس الذي وقع في مسقط رأسه ميلانو يوم 8 يوليو 1842. أول صورة فلكية ناجحة لذلك كانت بعد حوالي تسع سنوات من المحاولة الأولى، خلال كسوف الشمس الذي وقع في 28 يوليو 1851، التقطت من قبل يوليوس بيركوفسكي الذي يقال إنه من أكثر الموهوبين في التصوير باستخدام الكاميرا الداجيرية في مدينة كونيغسبرغ الروسية (كالينينغراد حاليا).

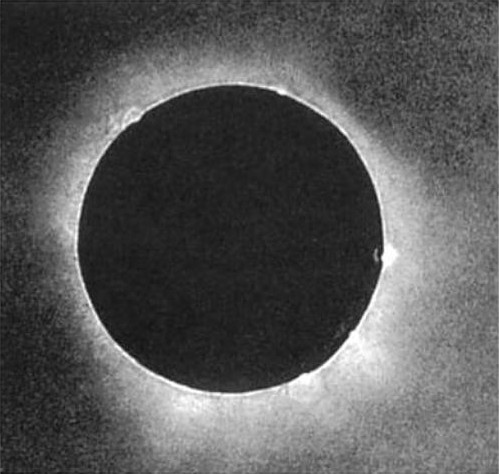
أول صورة للكسوف الكلي للشمس يعود تاريخ إلتقاطها ليوم 28 يوليو 1851.

كلف بيركوفسكي من قبل المرصد الروسي الملكي في كونيغسبرغ، لخلق صورة ثابتة لكسوف الشمس الكلي، إذ عرضت الصورة مباشرة على لوحة من النحاس المصقول المطلي بالفضة، والتي تمت معالجتها بالهالوجين أو اليود مما جعلها حساسة للضوء. فكانت النتيجة النهائية عبارة عن صورة بالأبيض والأسود نظرا لتعرض الفضة لأشعة الشمس.
أول صورة فلكة للنجوم يومي 16 و 17 يوليو لسنة 1850 حيث كانت لنجم النسر الواقع الذي هو ألمع نجم في كوكبة القيثارة، وذلك باستعمال مقراب انكساري تابع لمرصد جامعة هارفارد.
في سنة 1863، استخدم الكيميائي الإنجليزي وليام آلن ميلر رفقة الباحث الإنجليزي الهاوي السير ويليام هاغينز، عملية اللوحة الرطبة كولوديون للحصول على أول صورة طيفية للنجمي الشعرى اليمانية والعيوق.
في سنة 1872، سجل الطبيب الفلكي الهاوي الأمريكي هنري درابر، أول مخطط طيفي لنجم (فيغا) على شكل خط طيفي.
في بريطانيا، قام الفلكي الهاوي أندرو أينسلي كومن باستعمال عملية اللوحة الجافة بالتقاط صورة فلكية لسديم الصياد يوم 28 فبراير 1883، فكانت صورة رائعة في ذلك الوقت، لونها كانت نتاج مدة تعرض بلغت 60 دقيقة باستعمال تلسكوب عاكس من نوع نيوتن بقطر 91 سم، كان قد بناه في الفناء الخلفي لمنزله في إيلينغ بالقرب من لندن.

في سنة 1887 تم إطلاق أول مشروع للتصوير الفلكي القياسي متمثلا في مشروع خريطة السماء، الذي تمكن بعد مرور 60 سنة من تغطية السماء بكاملها بمساعدة حوالي 20 مرصدا من جميع أنحاء العالم.
في سنة 1970 كان اختراع كامرات «السي سي دي» (CCD) من طرف مخبر «بيل تيليفون» (BELL Telephone)، الشئ الذي أدى إلى تلاشي الألواح الفوتوغرافية شيئا فشيئا، نظرا للحساسية الكبيرة لهذه الأجهزة، وقدرتها الكبيرة على تخزين المعلومات، وكذا قدرتها الكبيرة على التكيف مع ظروف الإضاءة الضعيفة.
شكل حدث إطلاق تلسكوب هابل في سنة 1990 نقطة فاصلة في تاريخ الصور الفلكية الأكثر دقة والأكثر كمالية. إذ أن تلسكوب هابل المتحرر تماما من الغلاف الجوي والبعيد عن التقلبات الجوية، مكن من الحصول على صور فائقة الدقة، أعطت إجابات واضحة للفلكيين حول المجرات والكوازارات البعيدة، بفضل مرآته العاكسة التي يبلغ قطرها 2.4 م.

## هواة التصوير الفلكي
التصوير الفلكي هو هواية شعبية بين المصورين والفلكيين الهواة. يمكن الحصول على صور من السماء ليلا مع معظم الأفلام والكاميرات الرقمية الأساسية. بالنسبة إلى مسارات النجوم البسيطة، قد لا تكون هناك حاجة إلى معدات إضافية غير الحوامل الثلاثية الشائعة. هناك أيضاً مجموعة واسعة من المعدات التجارية الموجهة نحو التصوير الفضائي الأساسي والمتقدم. كما يستخدم علماء الفلك الهواة وصانعي التلسكوب الهواة معدات محلية الصنع وأجهزة معدلة.
يتم تسجيل الصور على العديد من أنواع الوسائط وأجهزة التصوير بما في ذلك الكاميرات العاكسة أحادية العدسة، وفيلم 35 ملم، وكاميرات انعكاسية أحادية العدسة الرقمية، وكاميرات CCD فلكية بسيطة تم تصنيعها تجارياً على مستوى مهني، وكاميرات فيديو، وحتى خارج كاميرات ويب قابلة للتكيف للتصوير الطويل التعرض.
لطالما استخدمت الأفلام التقليدية التي لا تستلزم وصفة طبية في التصوير الفلكي. يتراوح عرض الأفلام من ثانية إلى أكثر من ساعة. مخزون الفيلم الملون المتوفر تجارياً يخضع للفشل التبادلي على التعرض الطويل، حيث يبدو أن حساسية الضوء ذات الأطوال الموجية المختلفة تنخفض عند معدلات مختلفة مع زيادة زمن التعريض، مما يؤدي إلى تحول لون في الصورة. ويتم التعويض عن هذا باستخدام نفس الأسلوب المستخدم في علم الفلك المحترف في التقاط صور بأطوال موجية مختلفة ثم تجميعها لإنشاء صورة ملونة صحيحة. بما أن الفيلم أبطأ بكثير من أجهزة الاستشعار الرقمية، يمكن تصحيح الأخطاء الصغيرة في التتبع بدون تأثير ملحوظ على الصورة النهائية. أصبح التصوير السينمائي الفلكي أقل شعبية بسبب انخفاض التكاليف الجارية، وزيادة الحساسية وسهولة التصوير الرقمي.

## إعلامياً
يتم تسجيل الصور على العديد من أنواع الوسائط وأجهزة التصوير بما في ذلك الكاميرات العاكسة أحادية العدسة، وفيلم 35 ملم، وكاميرات انعكاسية أحادية العدسة الرقمية، وكاميرات CCD فلكية بسيطة تم تصنيعها تجارياً على مستوى حرفي، وكاميرات فيديو، وحتى خارج كاميرات ويب قابلة للتكيف للتصوير الطويل التعرض.
لطالما استخدمت الأفلام التقليدية التي لا تستلزم وصفة محددة في التصوير الفلكي. يتراوح عرض الأفلام من ثانية إلى أكثر من ساعة. مخزون الفيلم الملون المتوفر تجارياً يخضع للفشل التبادلي على التعرض الطويل، حيث يبدو أن حساسية الضوء ذات الأطوال الموجية المختلفة تنخفض عند معدلات مختلفة مع زيادة زمن التعريض، مما يؤدي إلى تحول لون في الصورة. ويتم التعويض عن هذا باستخدام نفس الأسلوب المستخدم في علم الفلك المحترف في التقاط صور بأطوال موجية مختلفة ثم تجميعها لإنشاء صورة ملونة صحيحة. بما أن الفيلم أبطأ بكثير من أجهزة الاستشعار الرقمية، يمكن تصحيح الأخطاء الصغيرة في التتبع بدون تأثير ملحوظ على الصورة النهائية. أصبح التصوير الفلكي أقل شعبية بسبب ارتفاع التكاليف الجارية، وزيادة الحساسية وسهولة التصوير الرقمي.
منذ أواخر التسعينات، وقد تم اتباع الهواة في المراصد المهنية في التحول من الفيلم إلى CCDs الرقمية للتصوير الفلكي. تعتبر أجهزة CCD أكثر حساسية من الأفلام، مما يسمح بمرور أوقات التعرض لفترة أقصر، ولها استجابة خطية للضوء. يمكن التقاط الصور في العديد من التعرضات القصيرة لإنشاء التعرض الطويل الصناعي. كما تحتوي الكاميرات الرقمية أيضًا على أجزاء متحركة صغيرة أو معدومة، كما يمكن تشغيلها عن بُعد من خلال جهاز تحكم عن بعد بالأشعة تحت الحمراء أو بالكمبيوتر، مما يحد من الاهتزاز. يمكن تعديل الأجهزة الرقمية البسيطة مثل كاميرات الويب للسماح بالوصول إلى المستوى البؤري وحتى (بعد قطع بضعة أسلاك) للتصوير الفوتوغرافي الطويل. كما تستخدم كاميرات الفيديو الرقمية. هناك العديد من التقنيات والقطع من المعدات المصنّعة تجاريًا لربط الكاميرات الرقمية أحادية العدسة (DSLR) وحتى الكاميرات الأساسية للتصوير والتقاط التلسكوبات. تعاني الكاميرات الرقمية بمستوى المستهلك من ضجيج الصور بسبب التعرض الطويل، لذلك هناك العديد من التقنيات لتبريد الكاميرا، بما في ذلك التبريد العميق. كما تقدم شركات المعدات الفلكية الآن مجموعة واسعة من كاميرات CCD الفلكية المبنية لهذا الغرض والتي تكتمل مع الأجهزة وبرامج المعالجة. تتمتع العديد من كاميرات DSLR المتوفرة تجارياً بالقدرة على التقاط صور لوقت طويل بالإضافة إلى صور متسلسلة (مرور زمني) تسمح للمصور بإنشاء صورة متحركة لسماء الليل.

## بعد المعالجة
عادة ما يتم ضبط كل من صور الكاميرا الرقمية والصور السينمائية الممسوحة ضوئيًا في برنامج معالجة للصور (الفوتوشوب مثالاً)لتحسين الصورة بطريقة ما. يمكن أن يتم تفتيح الصور والتلاعب بها في الكمبيوتر لضبط اللون وزيادة التباين. تتضمن تقنيات أكثر تعقيدًا التقاط صور متعددة (أحيانًا آلاف) للتراكب معًا في عملية مضافة لشحذ الصور للتغلب على رؤية الغلاف الجوي، وإبطال مشكلات التتبع، وإظهار الأجسام الباهتة مع ضعف نسبة الإشارة إلى الضوضاء، وتصفية التلوث الضوئي. قد تحتاج صور الكاميرا الرقمية أيضًا إلى مزيد من المعالجة لتقليل ضجيج الصورة بسبب التعرض الطويل، بما في ذلك طرح «إطار مظلم» ومعالجة تسمى تكديس الصور أو "Shift-and-add". هناك العديد من البرمجيات التجارية والمجانية والحرة المتاحة خصيصا لمعالجة الصور الفوتوغرافية الفلكية.

## معدات وتجهيزات التصوير
تختلف الأجهزة الفلكية بين علماء الفلك غير المحترفين اختلافاً واسعاً، لأن المصورين أنفسهم يتراوحون بين المصورين العامين الذين يطلقون بعض الصور الجميلة على علماء الفلك الهواة الذين يقومون بجمع البيانات للبحث العلمي. كهواية، هناك العديد من التحديات التي يجب التغلب عليها والتي تختلف عن التصوير التقليدي ومن ما يصادف عادة في علم الفلك المحترف.
وبما أن معظم الناس يعيشون في المناطق الحضرية، يجب أن تكون المعدات محمولة بحيث يمكن أن تؤخذ بعيدا عن أضواء المدن الكبرى أو المدن لتجنب التلوث في المناطق الحضرية. يستخدم المصورون الفلكيون في المناطق الخاصة تلوثًا خفيفًا أو فلاتر ضيقة النطاق وتقنيات معالجة حاسوبية متقدمة لإزالة الضوء المحيط من خلفية صورهم. وقد يلتزمون أيضًا بالتصوير بأهداف ساطعة مثل القمر والكواكب. وهناك طريقة أخرى يستخدمها الهواة لتجنب التلوث الضوئي تتمثل في إعداد أو تأجير الوقت على تليسكوب يعمل عن بعد في مكان سماء مظلمة. وتشمل التحديات الأخرى إعداد ومحاذاة المقاريب المحمولة للتتبع الدقيق، والعمل ضمن حدود معدات «على الرف»، والتحمل من معدات المراقبة، وأحيانًا تعقب الأجسام الفلكية يدويًا فوق التعرض الطويل في مجموعة كبيرة من الظروف الجوية.
تقوم بعض شركات تصنيع الكاميرات بتعديل منتجاتها لاستخدامها ككاميرات تصوير فوتوغرافي، مثل كانون 60 دي من كانون، استنادًا إلى EOS 60D ولكن مع مرشح الأشعة تحت الحمراء المعدلة ومستشعر ضوضاء منخفض مع زيادة حساسية الهيدروجين ألفا لتحسين التقاط سديم انبعاث الهيدروجين الأحمر.[15]
وهناك أيضًا كاميرات مصممة خصيصًا للتصوير الفلكي للهواة استنادًا إلى مستشعرات التصوير المتاحة تجاريًا. وقد تسمح أيضًا بتبريد المستشعر لتقليل ضجيج الصور في التعرض الطويل، وتوفير قراءة الصور الخام والتحكم فيها من الكمبيوتر للتصوير الآلي. تسمح قراءة الصور الخام في وقت لاحق بمعالجة أفضل للصور من خلال الاحتفاظ بكل بيانات الصورة الأصلية التي يمكن أن تساعد في التصوير بالأجسام العميقة الباهتة.
مع وجود قدرة منخفضة جدًا على الإضاءة أثناء التصوير الفلكي، تشتهر بعض النماذج المحددة من كاميرات الويب بالتصوير الشمسي والقمري والكواكب. في الغالب، هذه هي الكاميرات التي تركز يدويا تحتوي على جهاز استشعار CCD بدلا من CMOS الأكثر شيوعا. تتم إزالة عدسات هذه الكاميرات ثم يتم إرفاقها بالتلسكوبات لتسجيل الصور أو الفيديو أو كليهما. في التقنيات الحديثة، يتم التقاط مقاطع فيديو لأشياء باهتة للغاية ويتم تجميع إطارات الفيديو الأكثر حدة للحصول على صورة ثابتة من التباين الشديد. فيليبس PCVC 740K و SPC 900 هما من بين كاميرات الويب القليلة التي يحبها الفلكيون.

## معدات التجهيز

### الحامل الثابت أو الحامل ثلاثي الأرجل
يتم إجراء معظم أنواع الصور الفلكية الأساسية باستخدام كاميرات قياسية وعدسات فوتوغرافية مثبتة في موضع ثابت أو على حامل ثلاثي القوائم. في بعض الأحيان، يتم إنشاء الكائنات الأمامية أو المناظر الطبيعية في اللقطة. الأشياء التي يتم تصويرها هي مجموعات كوكبية وتكوينات كوكبية مثيرة للاهتمام ونيازك ومذنبات ساطعة. يجب أن تكون أوقات التعرض قصيرة (أقل من دقيقة) لتجنب أن تصبح صورة نقطة النجوم خطًا مستطيلًا بسبب دوران الأرض. عادةً ما تكون الأطوال البؤرية لعدسة الكاميرا قصيرة، نظرًا لأن العدسات الأطول ستعرض تتبع الصورة في ثوانٍ. السماح للنجوم بأن تصبح خطوط متطاولة عمداً في حالات التعرض التي تستغرق عدة دقائق أو حتى ساعات، تسمى «مسارات النجوم»، هي تقنية فنية تستخدم أحيانًا.

### أجهزة التتبع
لتحقيق أطول فترة من التعريض بدون الشوشرة على الصورة، بعض أجهزة اللتبع يتم استخدامها لتعويض الحركة التي تسببها دوران الأرض، ويشمل ذلك أجهزة استوائية تجارية واجهزة استوائية محلية الصنع. هذه الأجهزة تشبه في فكرتها منصة الرصد الإستوائية.

### التصوير «على الظهر»
التصوير الفوتوغرافي الفلكي على الظهر هو طريقة يتم فيها تركيب كاميرا / عدسة على تلسكوب فلكي استوائي مركب. يستخدم التلسكوب كنطاق توجيهي للمحافظة على مجال الرؤية أثناء التمركز. وهذا يسمح للكاميرا باستخدام التعرض الطويل و / أو العدسة البؤرية الأطول أو حتى أن تعلق على شكل من أشكال التصوير التليسكوب المشترك مع التلسكوب الرئيسي.

### تلسكوب التصوير البؤري
في هذا النوع من التصوير الفوتوغرافي يستخدم التلسكوب نفسه كـ «عدسة» لجمع الضوء للفيلم أو CCD للكاميرا. على الرغم من أن هذا يسمح بتكبير وقوة تجميع الضوء الخاصة بالتلسكوب المستخدم، إلا أنه يعد أحد أساليب التصوير الفضائي الأكثر صعوبة. [16] ويرجع ذلك إلى الصعوبات في التمركز والتركيز أحيانًا على أشياء خافتة جدًا في مجال الرؤية الضيقة، مع وجود أخطاء في الاهتزاز والتتبع المكبر، والنفقات الإضافية للمعدات (مثل حوامل التلسكوب المتينة بشكل كاف، وحوامل الكاميرا، ومقارنات الكاميرا، وإيقاف مرشّدي المحور، أو نطاقات التوجيه، أو الشعيرات المتقاطعة المضيئة، أو أجهزة التوجيه الذاتي المثبتة على التلسكوب الأساسي أو نطاق الدليل. هناك عدة طرق مختلفة لتوصيل الكاميرات (مع العدسات القابلة للإزالة) بالتلسكوبات الفلكية للهواة بما في ذلك: [17] [18]

## أمثلة على التصوير الفلكي

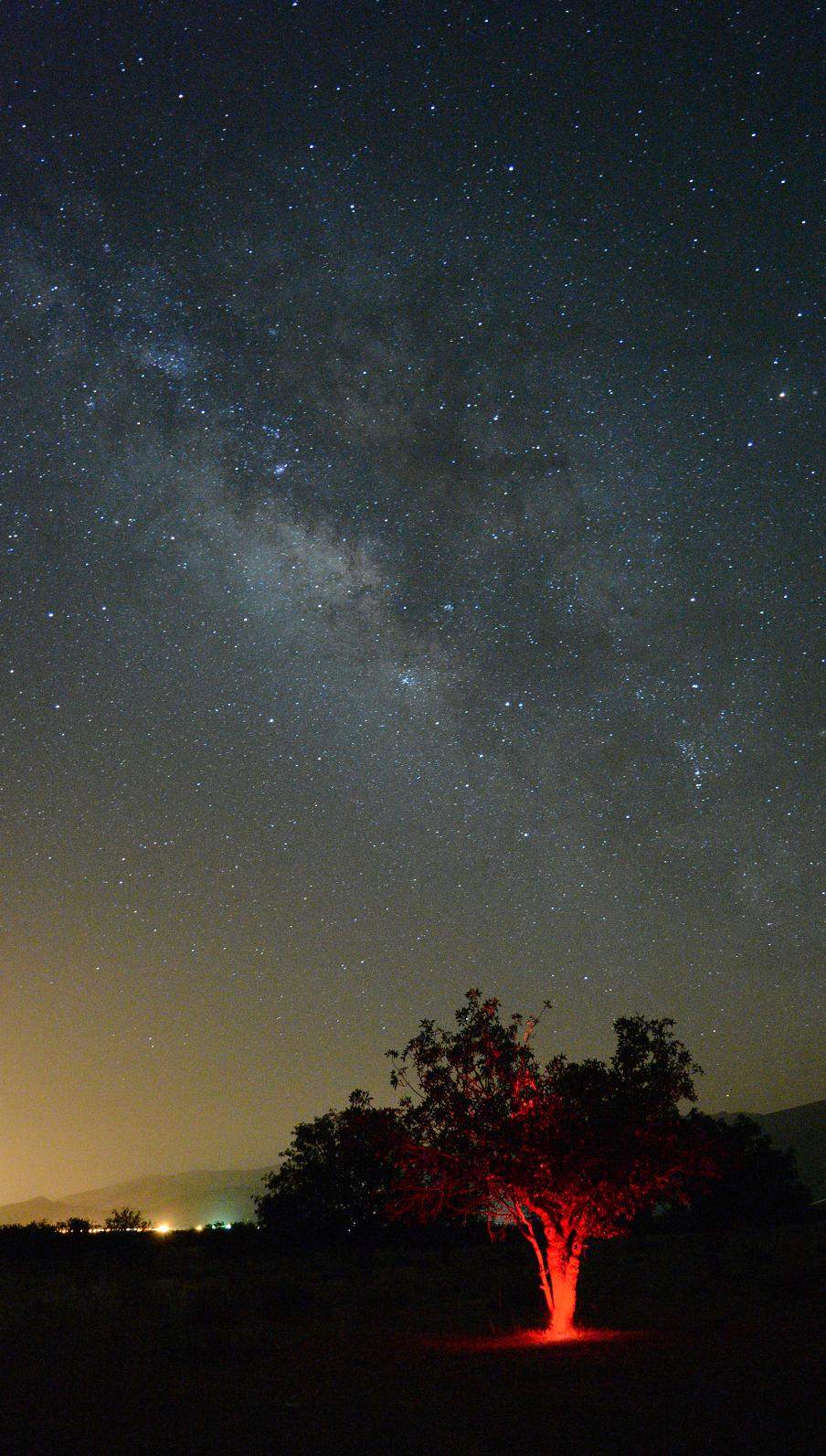
صورة بتعريض لمدة 20 ثانية وبكاميرا مثبتة على حامل ترايبود وعدسات 18-55
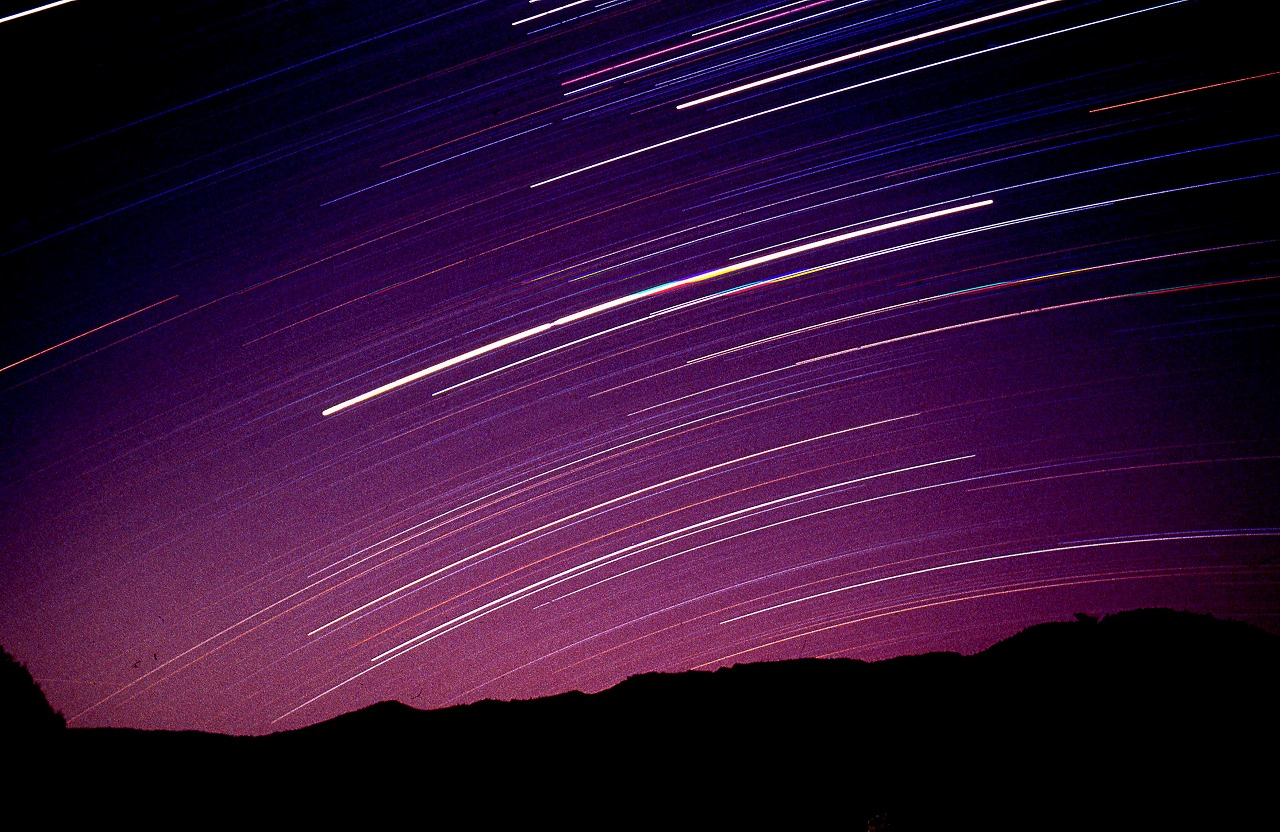
Fixed tripod mounted camera capturing "ذيل نجميs"
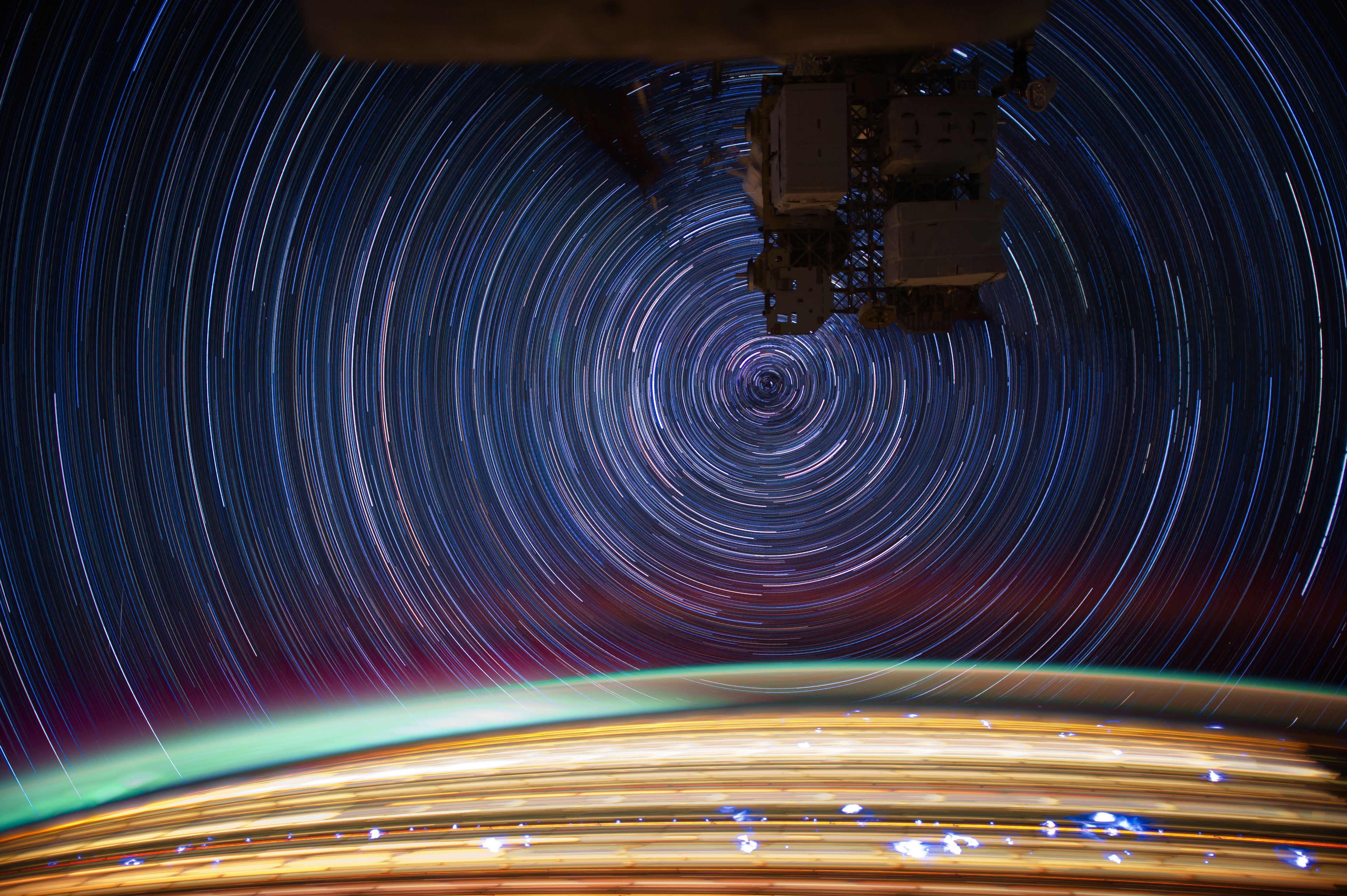
Star trails photographed in earth orbit from the International Space Station
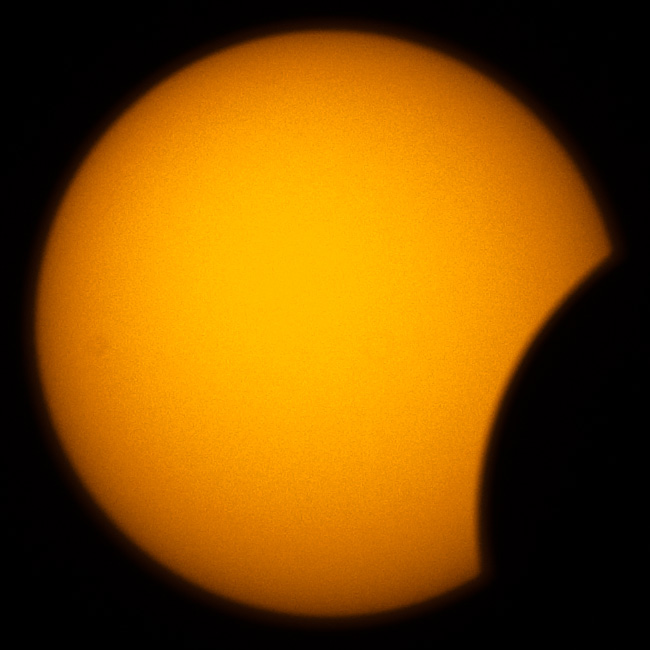
Fixed tripod image of a كسوف الشمس using a digital-SLR camera with a 500 mm lens
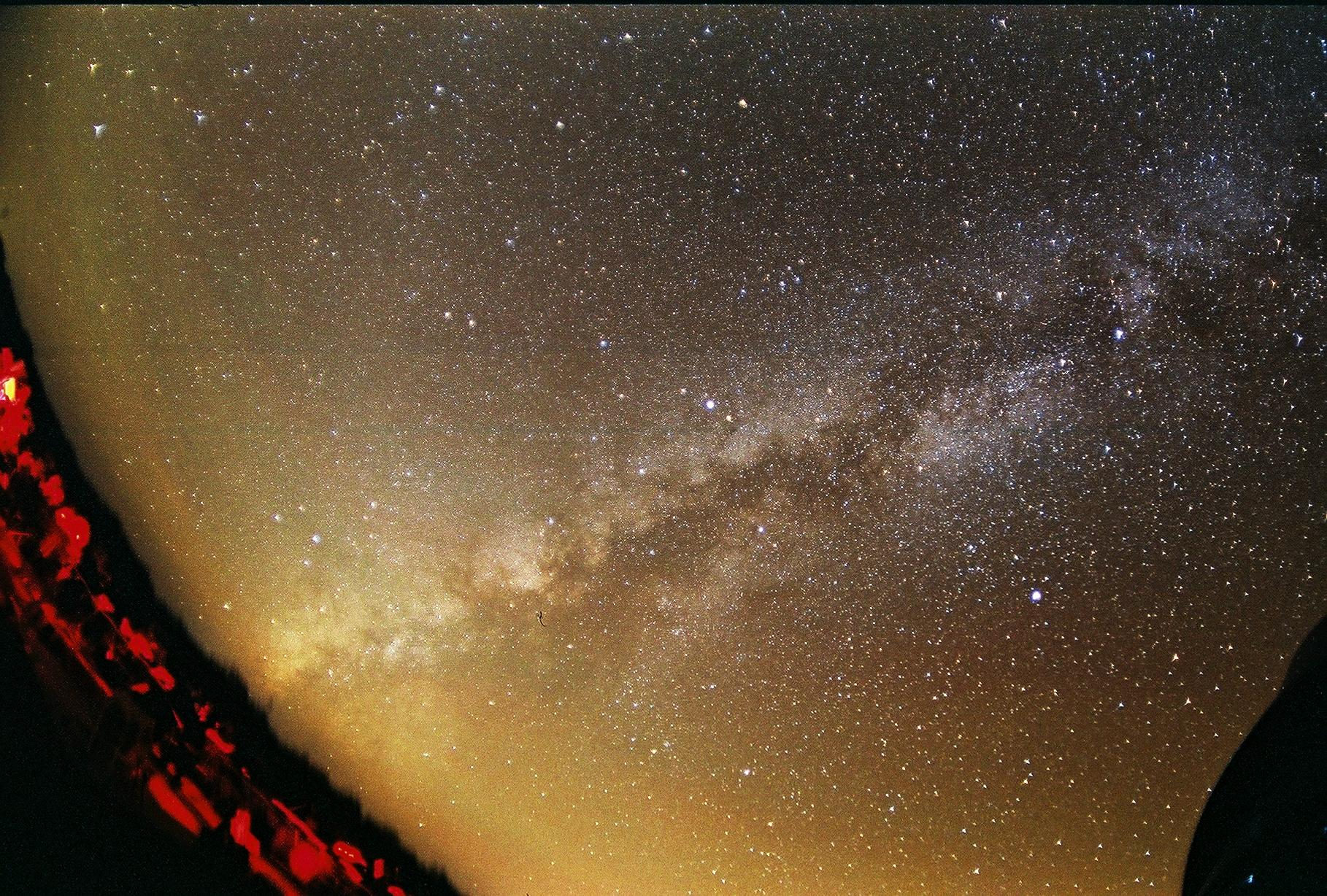
1 minute exposure using ISO 800 film, wide angle lens, piggybacked on an equatorial telescope
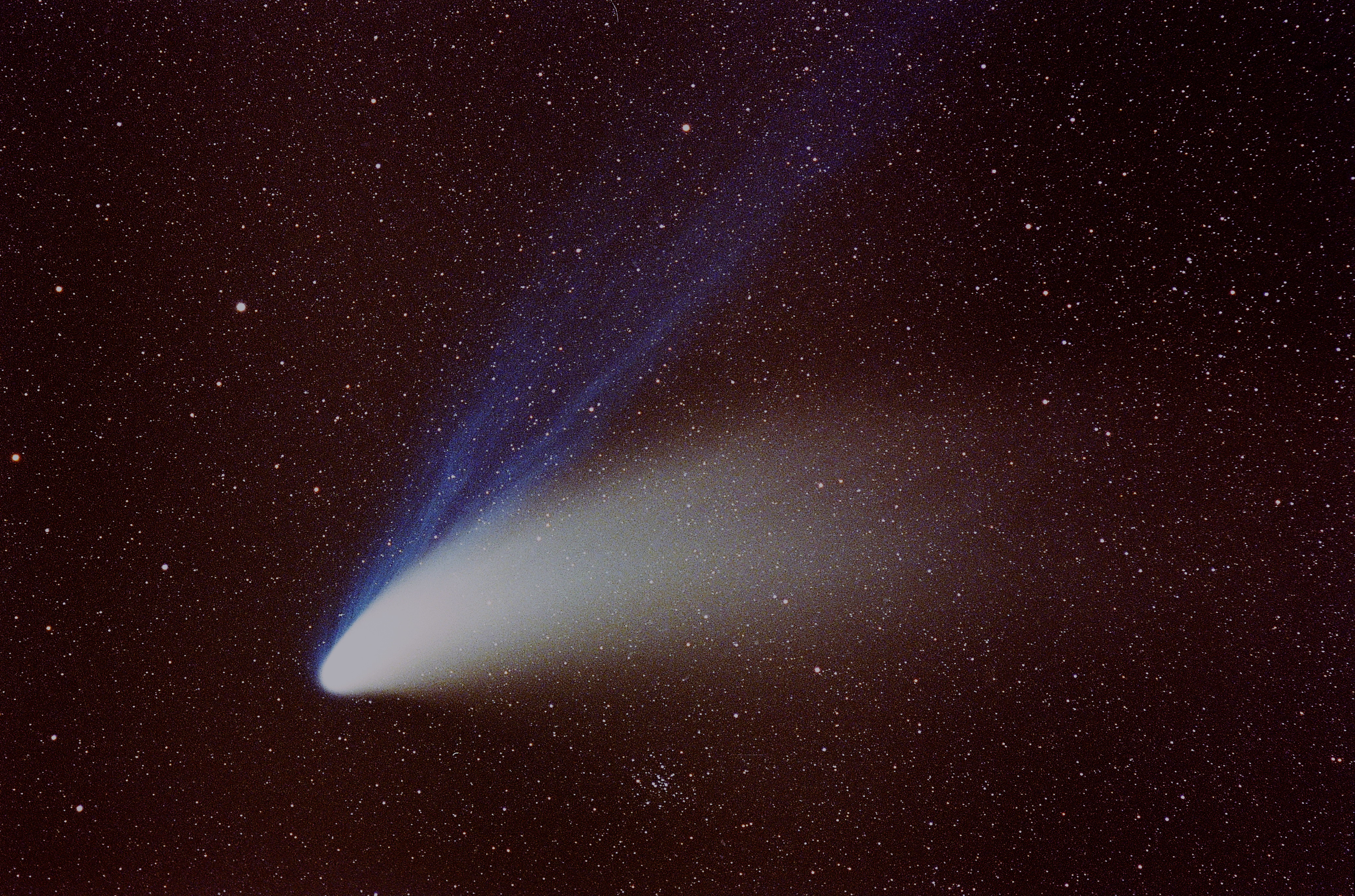
مذنب هيل-بوب, camera with a 300mm lens piggybacked
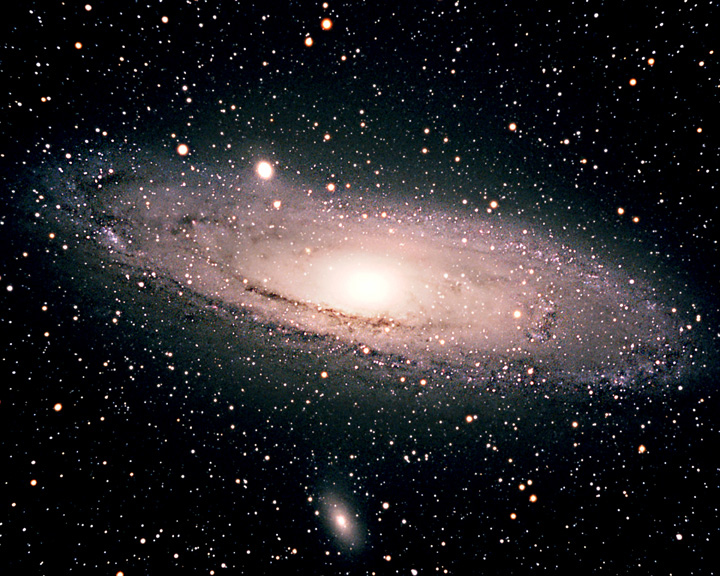
Film image of the المرأة المسلسلة (مجرة) shot at the prime focus of an 8" f/4 Schmidt–Newton telescope
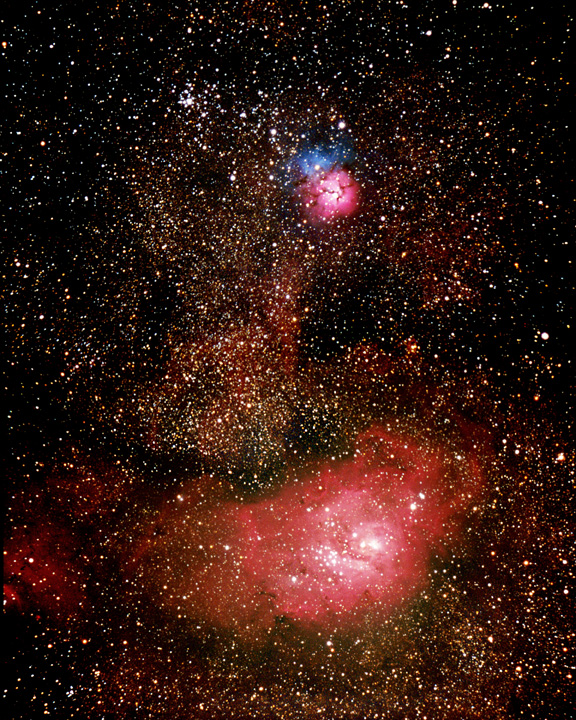
سديم البحيرة and مسييه 20 Nebulae in a montage of two film exposures with an 8" Schmidt–Newton telescope, manually guided